# Björsäters socken, Västergötland
Björsäters socken i Västergötland ingick i Vadsbo härad, ingår sedan 1971 i Mariestads kommun och motsvarar från 2016 Björsäters distrikt.
Socknens areal är 37,40 kvadratkilometer varav 37,30 land. År 2000 fanns här 1 028 invånare.  Tätorten Lugnås samt kyrkbyn Björsäter med sockenkyrkan Björsäters kyrka ligger i socknen.

## Administrativ historik
Socknen har medeltida ursprung.  
Vid kommunreformen 1862 övergick socknens ansvar för de kyrkliga frågorna till Björsäters församling och för de borgerliga frågorna bildades Björsäters landskommun. Landskommunen uppgick 1952 i Lugnås landskommun som 1971 uppgick i Mariestads kommun. Församlingen uppgick 2006 i Lugnås församling.
1 januari 2016 inrättades distriktet Björsäter, med samma omfattning som församlingen hade 1999/2000.  
Socknen har tillhört län, fögderier, tingslag och domsagor enligt vad som beskrivs i artikeln Vadsbo härad. De indelta soldaterna tillhörde Skaraborgs regemente, Höjentorps kompani, Västgöta regemente, Vadsbo kompani och Livregementets husarer, Vadsbo skvadron, Vadsbo kompani.

## Geografi
Björsäters socken ligger sydväst om Mariestad med Vänern, Mariestadsviken och Viknäsudden i norr och Lugnåsberget i söder. Socknen är i sina central delar en odlad slättbygd som omges av skogsmark.

## Fornlämningar
Från järnåldern finns gravar och gravfält.

## Namnet
Namnet skrevs 1279 Biornssäter och kommer från kyrkbyn. Efterleden är säter, 'utmarksäng'. Förleden innehåller björn eller mansnamnet Björn.

## Personer från bygden
Kyrkoherden och politikern Jakob Otterström föddes i Björsäters socken 1802.